# Hrvatska stranka (1905.)
Hrvatska stranka nastala je 1905., u Dalmaciji, spajanjem Narodne (hrvatske) stranke i Stranke prava, što je bila posljedica ujedinjenja Stranke prava i Neovisne narodne stranke u Banskoj Hrvatskoj, 1903. godine, čime je tamo nastala Hrvatska stranka prava.
Prvaci su bili Pero Čingrija, Ante Trumbić i Frano Supilo. Glavni cilj Stranke bilo je zalaganje za politiku novoga kursa,a u programu je stajalo: "Hrvati i Srbi su jedan narod po krvi i jeziku, spojeni nerazdruživo zemljištem, na kojem stanuju..." Time je Hrvatska stranka otvoreno stala na jugoslavensko stajalište, a dr. Ante Trumbić i Fran Supilo odbacili su svaku svezu s izvornim pravaštvom. Poslije se je zalagala za trijalizam i ujedinjenje hrvatskih i slovenskih prostora unutar Monarhije, uz oslon na bečki dvor, što je bila politika Čiste stranke prava u Banskoj Hrvatskoj, dok se je Hrvatska stranka prava više oslanjala na ugarsku vladu, protiv Beča. Pojava austrofilstva je bila posljedica priljeva i primanja članstva Narodne hrvatske stranke u Hrvatsku stranku, što je rezultiralo odvajanjem jedne skupine. To je bilo 28. rujna 1908. kad se od većine bivših pristaša Hrvatske stranke iz dubrovačkog i korčulanskog kotara odvojilo i formiralo u Dubrovniku Samostalnu organizacije Hrvatske stranke; Pero Čingrija je bio predsjednikom, Roko Arneri potpredsjednikom, a tajnikom Milorad Medini. Odvajanje ove skupine je bio jednim od razloga sloma politike novog kursa u Dalmaciji.
Manja skupina pravaša (Đuro Rašica i dr.) protivila se je 1905. spajanju Narodne stranke i Stranke prava u novu, Hrvatsku stranku. Uz pomoć kanonika Antuna Liepopilija i Joza Crnice preuzeli su Dubrovačku hrvatsku tiskaru te su pokrenuli u Dubrovniku pravaški list Prava Crvena Hrvatska.
No za razliku od Čiste stranke prava, političari Hrvatske stranke su ujedno zdušno radili i na mogućemu općem južnoslavenskom ujedinjenju, zajedno sa Srbijom i Crnom Gorom, što se je i ostvarilo. To su također činili i prvaci Hrvatske stranke prava.
Medijsko pokriće te stranke su 1908. godine bile Trumbićeve dnevne novine Velebit, prvi dnevni list na hrvatskom u Splitu uopće.
Devedesetih godina 20. stoljeća postojala je istoimena stranka čiji je predsjednik bio Hrvoje Šošić.